# Источни Тимор на Олимпијским играма
Источни Тимор је први пут на Летњим олимпијским играма учествовао 2000. године које су одржане у Сиднеју и од тада је био на свим следећим олимпијским играма. Спортисти из Источног Тимора до сада нису освојили ни једну олимпијску медаљу.
Олимпијски комитет Источног Тимора је основан 2007. године а исте године је примље у чланство МОК.
Спортисти из Источног Тимора су на својим првим олимпијским играма 2000. учествовали као индивидуални такмичари.
Занимљиво је да су такмичари Источног Тимора закључно са Олимпијским играма 2012. такмичили само у атлетици и само у маратону.
Спортисти Источног Тимора су први пут учествовали на зимским олимпијским играма, 2014. у Сочију.

## Медаље

### Учешће и освојене медаље на ЛОИ
| Учешће и освојене медаље Источног Тимора на ЛОИ |                        |        |      |      |       |       |        |        |        |         |
| ЛОИ                                             | Носилац заставе        | Учешће | Муш. | Жене | спорт | Злато | Сребро | Бронза | Укупно | Пласман |
| 2004. Атина                                     | Águeda Amaral          | 2      | 1    | 1    | 1     | 0     | 0      | 0      | 0      |         |
| 2008. Пекинг                                    | Маријана Дијаз Хименез | 1      | 0    | 1    | 1     | 0     | 0      | 0      | 0      |         |
| 2012. Лондон                                    | Аугусто Соарес         | 2      | 1    | 1    | 1     | 0     | 0      | 0      | 0      |         |
| 2016. Рио де Жанеиро                            | Франселина Кабрал      | 3      | 1    | 2    | 2     | 0     | 0      | 0      | 0      |         |
| 2020. Токио                                     |                        |        |      |      |       |       |        |        |        |         |
| 2024. Париз                                     |                        |        |      |      |       |       |        |        |        |         |
| 2028. Лос Анђелес                               | предстојећи догађај    |        |      |      |       |       |        |        |        |         |
| 2032. Бризбејн                                  | предстојећи догађај    |        |      |      |       |       |        |        |        |         |
| Укупно (4)                                      |                        | 8      | 3    | 5    |       | 0     | 0      | 0      | 0      |         |

### Преглед учешћа спортиста и освајача медаља по спортовима на ЛОИ
Стање после ЛОИ 2016.
| Спорт      | Период | Период   | Укупно | Мушки | Жене |   |   |   |   |
| Спорт      | Прво   | Последње | Укупно | Мушки | Жене |   |   |   |   |
| ---------- | ------ | -------- | ------ | ----- | ---- | - | - | - | - |
| Атлетика   | 2004   | 2016     | 6      | 2     | 4    | 0 | 0 | 0 | 0 |
| Бициклизам | 2016   | 2016     | 1      | 0     | 1    | 0 | 0 | 0 | 0 |
| Укупно (2) |        |          | 7      | 2     | 5    | 0 | 0 | 0 | 0 |

Разлика у горње две табеле у броју учесника за једног мушкараца настала је у овој табели јер је сваки спотиста без обриза колико је пута учествовао на играма и у колико разних спортова рачунат само једном

### Учешће и освојене медаље на ЗОИ
| Учешће и освојене медаље Источног Тимора на ЗОИ |                     |        |      |      |       |       |        |        |        |         |
| ЛОИ                                             | Носилац заставе     | Учешће | Муш. | Жене | спорт | Злато | Сребро | Бронза | Укупно | Пласман |
| 2014 Сочи                                       | Јохан Гут Гонсалвес | 1      | 1    | 0    | 1     | 0     | 0      | 0      | 0      | -       |
| 2018 Пјонгчанг                                  | Јохан Гут Гонсалвес | 1      | 1    | 0    | 1     | 0     | 0      | 0      | 0      | -       |
| 2022. Пекинг                                    |                     |        |      |      |       |       |        |        |        |         |
| 2026. Милано и Кортина                          | предстојећи догађај |        |      |      |       |       |        |        |        |         |
| 2030. Француски Алпи                            | предстојећи догађај |        |      |      |       |       |        |        |        |         |
| 2034. Солт Лејк Сити                            | предстојећи догађај |        |      |      |       |       |        |        |        |         |
| Укупно (2)                                      |                     | 2      | 2    | 0    |       | 0     | 0      | 0      | 0      |         |

### Преглед учешћа спортиста Источног Тимора по спортовима на ЗОИ
Стање после ЗОИ 2018.
| Спорт          | Период | Период   | Укупно | Мушки | Жене |   |   |   |   |
| Спорт          | Прво   | Последње | Укупно | Мушки | Жене |   |   |   |   |
| -------------- | ------ | -------- | ------ | ----- | ---- | - | - | - | - |
| Алпско скијање | 2014   | 2018     | 1      | 1     | 0    | 0 | 0 | 0 | 0 |
| Укупно (1)     |        |          | 1      | 1     | 0    | 0 | 0 | 0 | 0 |

Разлика у горње две табеле за 1 учесника (1 мушкарца) настала је у овој табели јер је сваки спортиста без обзира колико је пута учествовао на играма и у колико разних спортова на истим играма рачунат само једном.

### Освојене медаље на ОИ
После ЗОИ 2018. (Пјонгчанг,  Јужна Кореја)
| Освојене медаље на ОИ |       |        |        |        |
| ОИ                    | Злато | Сребро | Бронза | Укупно |
| ЛОИ                   | 0     | 0      | 0      | 0      |
| ЗОИ                   | 0     | 0      | 0      | 0      |
| Укупно                | 0     | 0      | 0      | 0      |

## Занимљивости
- Најмлађи учесник: Nelia Martins, 18 година и 36 дана Рио де Жанеиро 2016. атлетика
- Најстарији учесник: Águeda Amaral, 32 година и 88 дана Атина 2004. атлетика
- Највише учешћа: '2 Аугусто Соарес (2012. и 2016)
- Највише медаља: -
- Прва медаља: -
- Прво злато: -
- Најбољи пласман на ЛОИ: -
- Најбољи пласман на ЗОИ: -